# Высший национальный оборонный университет Генерального штаба Вооружённых сил Исламской Республики Иран
Высший национальный оборонный университет Генерального штаба Вооружённых сил Исламской Республики Иран (перс. دانشگاه عالی دفاع ملی‎) — высшее военное учебное заведение профессионального образования; занимается обучением, подготовкой и повышением квалификации высших и старших офицеров Вооружённых сил, органов обеспечения правопорядка и безопасности Ирана.

## Общие сведения
Высший национальный оборонный университет основан в 1992 году. В 2002 году подчинён Генеральному штабу ВС ИРИ. Специфика высшего университета заключается в том, что в нём проходят подготовку не только военнослужащие, но и представители других министерств и ведомств.
Университет принимает на обучение слушателей из числа кадровых военнослужащих четырёх видов вооружённых сил Ирана в звании подполковника и выше. Выпускники получают степень доктора военных наук.

## Структура
В настоящее время Высший национальный оборонный университет ГШ ВС ИРИ организационно включает три военных факультета и институт национальных стратегических исследований:
- Факультет стратегического управления — осуществляет подготовку офицеров высшего штабного звена.
- Факультет национальной обороны — занимается подготовкой кадров для высшего руководящего состава вооруженных сил Ирана и правительственных органов.
- Факультет национальной безопасности — готовит кадры для системы национальной безопасности.
- Институт национальных стратегических исследований представляет собой научно-исследовательский центр вооруженных сил, занимающийся научными разработками в области международных отношений, военной политики и стратегии.